# Satara (dystrykt)
Satara (dystrykt) (ang. Satara district) – dystrykt indyjskiego stanu Maharasztra, o powierzchni 10 480 km². 

## Położenie
Położony jest w południowo-zachodniej części tego stanu. Na zachodzie graniczy z dystryktami Raigad i Ratnagiri, a na północy z dystryktem Pune. Na wschodzie sąsiaduje z dystryktami Solapur i Sangli a od południa graniczy z dystryktem  Sangli.
Stolicą dystryktu jest miasto Satara.

## Rzeki
Rzeki przepływające przez obszar dystryktu :
- Banganga
- Kadali
- Koyna
- Krishna
- Man
- Nira
- Tarli
- Urmodi
- Vasna
- Venna
- Yerla